# Pébrine-Krankheit
Die Pébrine-Krankheit (auch Nosemose, Flecksucht) ist eine parasitäre Erkrankung des Seidenspinners (Bombyx mori), die durch Nosema bombycis hervorgerufen wird. Nosema bombycis ist ein einzelliger Parasit aus der Abteilung der Mikrosporidien (Microsporidia), das sind Kleinsporentierchen, die meist zu den Pilzen gerechnet werden. Infizierte Seidenraupen (Larven des Seidenspinners) sind in der Regel mit schwarzbraunen Flecken übersät und nicht in der Lage, Seide zu produzieren und sich einzupuppen. Der französische Mikrobiologe Louis Pasteur erkannte als Erster den Nosema-Befall als Ursache der Erkrankung, die bis heute in der Zucht von Seidenraupen eine Rolle spielt.
Die Tierseuche verbreitete sich Mitte des 19. Jahrhunderts in Frankreich derart rasant, dass die wirtschaftlich hoch bedeutende südfranzösische Seidenindustrie scheinbar vor dem Aus stand (so genannte „Pébrine-Krise“). Zunächst wurde versucht, die Produktion durch den Import des ebenfalls verwertbare Seide liefernden Götterbaumspinners (Philosamia cynthia) aufrechtzuerhalten, der auf diese Weise nach Europa gelangte.
Ab 1865 beschäftigte sich Pasteur intensiv mit der Krankheit und ihm gelang der Nachweis, dass die Epidemie durch pathogene Mikroorganismen (Protozoen) verursacht war. In Experimenten entdeckte er, dass die Krankheit nicht nur hoch ansteckend ist, sondern zudem bei der Eiablage durch die befallenen Mutterfalter (wie man heute weiß, durch Sporen) an ihre Brut weitergegeben wird. In seinen 1870 veröffentlichten Forschungsergebnissen schloss er daraus, dass die Krankheit sich nur durch infizierte Eier verbreiten könne und die Lösung darin zu bestehen hätte, nur nicht infizierte Eier für die Anzucht gesunder Kulturen zu verwenden. Diese Methode rettete die französische Serikultur und Pasteurs Forschungsmethodik stellte einen bedeutenden Fortschritt in der Erforschung der Krankheitserreger dar.